# Forêts des basses terres du centre du Congo
Localisation
Les forêts des basses terres du centre du Congo forment une écorégion définie par le fonds mondial pour la Nature (WWF) qui couvre une zone de près de 415 000 km2 au centre de la république démocratique du Congo. Elle appartient à l'écozone afrotropicale et au biome des forêts décidues humides tropicales et subtropicales.